# بوریس گئورگیف
بوریس گئورگیف (بلغاری: Борис Георгиев؛ زادهٔ ۵ دسامبر ۱۹۸۲) بوکسور اهل بلغارستان است.